# Mirko Tremaglia
Pierantonio Mirko Tremaglia (Bergamo, 17 novembre 1926 – Bergamo, 30 dicembre 2011) è stato un politico italiano.
Famoso per la sua giovinezza da soldato fascista in quella che fu la Repubblica Sociale Italiana, è stato una figura storica della destra italiana. Fu ministro per gli italiani nel mondo; in questa veste fu il proponente della legge 459 del 2001 "per l'esercizio del diritto di voto dei cittadini italiani residenti all'estero" nota come "legge Tremaglia".

## Studi giovanili e vita privata
Tremaglia frequentò il liceo classico Paolo Sarpi di Bergamo, dove fu compagno di banco di Filippo Maria Pandolfi. Nel 1940 il padre fu inviato in Eritrea. All'età di 17 anni comunicò alla madre l'intenzione di aderire alla Repubblica Sociale Italiana venendo inquadrato nella Guardia Nazionale Repubblicana.
(Mirko Tremaglia)
Nei mesi seguenti Tremaglia perse entrambi i genitori. Preso prigioniero dagli Alleati, fu internato nel campo di concentramento di Coltano per i prigionieri di guerra fascisti. Nel dopoguerra si iscrisse all'Università Cattolica di Milano, ma ne venne cacciato quando si scoprì il suo trascorso di volontario "repubblichino". In seguito si laureò in giurisprudenza esercitando poi la professione di avvocato. Il figlio Marzio (Bergamo, 1958-2000), dirigente giovanile del FUAN, consigliere comunale MSI a Bergamo (1980-1995) e quindi assessore alla cultura della Regione Lombardia (1995-2000), scomparve a soli 42 anni nel 2000 a causa di un tumore. Suo nipote, Andrea, diviene deputato nel 2022 con Fratelli d'Italia.

## Attività politica

### L'adesione al Movimento Sociale
Esponente storico e dirigente del MSI, sin dalla nascita della Repubblica Italiana nel 1948, svolse importanti compiti nel comitato centrale e nella direzione nazionale del partito. Fu quindi nominato responsabile del dipartimento di politica estera del MSI-DN, nel 1969. È stato uno dei più stretti collaboratori del segretario Giorgio Almirante.

#### I comitati Tricolore

Treno organizzato dal "Comitato Tricolore" di Tremaglia

Nel 1963, intenzionato a ritrovare la tomba del padre caduto in Eritrea durante il conflitto mondiale partì per l'Africa. In Eritrea Tremaglia ritrovò la tomba e si stupì nel constatare che sopra vi erano fiori freschi deposti dagli italiani che erano residenti laggiù.
(Mirko Tremaglia)
Da qui nacque il desiderio di impegnarsi politicamente per favorire i numerosi italiani che si trovavano all'estero. Nel 1968 fondò i "Comitati Tricolori per gli Italiani nel Mondo", allo scopo di difendere gli interessi in patria della diaspora italiana e guadagnarne il diritto di voto. Il 30 maggio 1970 giunsero in Italia dall'estero i primi "Treni Tricolore" per la prima volta organizzati per italiani residenti all'estero affinché fossero favoriti nel rientro per poter votare.
Tremaglia venne eletto alla Camera per la prima volta nel 1972. Nel 1979, durante la crisi degli euromissili, fu sostenitore dello schieramento dei missili NATO in Europa occidentale. Nel 1988 si recò al Cremlino per protestare contro l'Unione Sovietica e reclamare l'onore dei soldati italiani caduti in Russia.

Tremaglia nel 1982

Nello stesso anno, venne approvata la legge Tremaglia sull'anagrafe e censimento degli italiani all'estero (L. 470 del 27 ottobre 1988). Partecipò quindi alla Conferenza Nazionale dell'Emigrazione. Nel 1991 fu eletto componente dell'ufficio di presidenza del neonato Consiglio Generale degli Italiani all'Estero (CGIE).

Tremaglia con Giorgio Almirante

Nel 1993 la Camera approvò un DDL Tremaglia per il voto per corrispondenza degli italiani all'esterno e la creazione di "Circoscrizioni Estere", ma il progetto di legge si arenò al Senato per l'opposizione di PDS e Lega Nord. Tremaglia sostenne l'operato del "pool di Milano" nell'inchiesta Mani Pulite nel periodo di Tangentopoli.

### La svolta di Fiuggi
Dopo la "svolta di Fiuggi" del gennaio del 1995 aderì al progetto finiano di Alleanza Nazionale, evidenziandosi fra i sostenitori dei valori di identità nazionale e dell'italianità nel mondo.
Tremaglia organizzò il viaggio di Fini negli Stati Uniti nel 1995, incontrando membri del governo americano e della comunità ebraica.
Nel maggio 1996, l'allora pidiessino Luciano Violante in occasione del suo insediamento alla presidenza della Camera, significativamente nel suo discorso si rivolse direttamente a Tremaglia, dimostrando comprensione per le ragioni dei "ragazzi di Salò".
Alle elezioni politiche del 2001 fu eletto deputato nel collegio uninominale di Bergamo come esponente della Casa delle Libertà. Dall'11 giugno 2001 al 17 maggio 2006 ha ricoperto l'incarico di ministro per gli Italiani nel mondo (governo Berlusconi II e III), unico ex "repubblichino" nella storia del dopoguerra.
In questo periodo riuscì a varare la legge che istituiva il voto per gli italiani all'estero, più nota come legge Tremaglia e la "giornata nazionale del sacrificio del lavoro italiano nel mondo" da celebrarsi ogni 8 agosto in ricordo del disastro di Marcinelle del 1956. Nell'ottobre 2004 in seguito della bocciatura della nomina di Rocco Buttiglione a commissario europeo per via delle sue posizioni sull'omosessualità, Tremaglia pubblicò un comunicato di solidarietà, su carta intestata del Dipartimento da lui presieduto, in cui scrisse: "Purtroppo Buttiglione ha perso. Povera Europa: i culattoni sono in maggioranza".
In occasione delle elezioni del 2006 lo stesso Tremaglia presentò una propria lista: Per l'Italia nel Mondo., Ma durante lo scrutinio si profilò un "ex aequo" tra L'Unione di centro-sinistra e il Popolo delle Libertà di centro-destra al Senato. I voti della circoscrizione Estero risultarono determinanti nella vittoria di Romano Prodi poiché alla fine furono eletti: 4 senatori per l'Unione, 1 per Forza Italia e 1 per Associazioni italiane in Sud America. Questo risultato, sfavorevole alla coalizione di centro-destra, determinò un ripensamento del ruolo politico di Tremaglia nel partito.

### Lo scioglimento di Alleanza Nazionale
Nell'aprile del 2008, durante la XVI Legislatura, Tremaglia fu rieletto nella lista del Popolo della Libertà in Lombardia 2. In occasione dell'ultimo congresso di Alleanza Nazionale, che avrebbe sancito l'adesione al Popolo delle Libertà, dal palco dichiarò: "Bisogna fare attenzione a non rinunciare alla nostra storia, una storia per cui molta gente ha lasciato la pelle" Nel settembre 2008, a seguito delle dichiarazioni di Gianfranco Fini, ribadì che secondo lui "No, l'antifascismo non è un valore. Bisogna pensare al clima in cui è nato l'antifascismo, un contesto di contrapposizione e di odio tra italiani. Da quell'odio non può nascere qualcosa che rappresenti un valore".
Nel marzo 2009 aderì criticamente al Popolo delle Libertà, soggetto politico in cui si sciolse anche Alleanza Nazionale. Nel luglio 2009 si distinse per aver preso nettamente le distanze dall'introduzione del reato di clandestinità, definendolo "assurdo", "un reato inventato", chiedendone la cancellazione e l'avvio di una regolarizzazione e di una sanatoria. "Siamo tutti moralmente, oltre che politicamente, impegnati a salvaguardare gli stessi diritti che i nostri emigranti hanno ottenuto con tanti sacrifici". In questa campagna Tremaglia tuttavia si trovò solo, isolato dai suoi compagni di partito.
A fine luglio del 2010, dopo lo strappo di Gianfranco Fini dal Pdl aderì al gruppo parlamentare di Futuro e Libertà. Il 29 settembre 2010, in uno dei suoi ultimi interventi alla Camera dei deputati, dichiara il suo voto contrario alle comunicazioni del governo Berlusconi, per i motivi concernenti gli Italiani all’estero. Tremaglia, afflitto da anni dalla malattia di Parkinson, morì nella sua casa di Bergamo il 30 dicembre 2011. Tra le numerose attestazioni di stima giunsero anche quelle del Presidente della Repubblica Giorgio Napolitano che riferendosi alla propria passata militanza nel Partito Comunista rilevò che comunque le distanze politiche non "impedirono mai di sviluppare rapporti di sincera stima reciproca sul piano umano e nello svolgimento delle nostre funzioni con senso di responsabilità nazionale".
Il 31 gennaio 2012, in un convegno alla Camera dei deputati organizzato in suo ricordo, il leader dell'UdC, Pier Ferdinando Casini, ha ricordato il suo impegno per il diritto di voto degli Italiani residenti all'estero.

## La legge Tremaglia
Tremaglia si è battuto per cambiare le modalità relative all'esercizio del diritto di voto degli italiani residenti all'estero e ha ottenuto la modifica degli articoli 48 (istituzione della circoscrizione Estero), 56 e 57 (numero dei deputati e senatori eletti dai cittadini italiani all'estero) della Costituzione. Questa opportunità si concretizzò con l'entrata in vigore della legge Tremaglia del 2001, scritta da lui stesso, che istituì la circoscrizione Estero.

## Onorificenze
- Nel 2009 fu decorato con la medaglia d'oro dal comune di Bergamo.